# Aleksandra Timoixenko
Aleksandra Timoixenko (en ucraïnès: Олександра Тимошенко) (Boguslav, Unió Soviètica 18 de febrer de 1972) és una gimnasta rítmica ucraïnesa, ja retirada, guanyadora de medalles olímpiques per la Unió Soviètica.
Va participar, als 16 anys, en els Jocs de Seül 1988, on va aconseguir guanyar la medalla de bronze en el concurs complet individual de gimnàstica rítmica en representació de la Unió Soviètica. En els Jocs de Barcelona 1992, i en representació de l'Equip Unificat, va aconseguir guanyar la medalla d'or en aquesta mateixa prova, just per davant de la valenciana Carolina Pascual. Juntament amb Tatiana Gutsu i Oleh Kucherenko, Oleksandra Tymoshenko també va ser una de les primeres olímpiques honorades als Jocs Olímpics de 1992 quan es va hissar la bandera d'Ucraïna i es va tocar l'himne ucraïnès.
Al llarg de la seva carrera ha guanyat dotze medalles en el Campionat del Món de gimnàstica rítmica, entre elles deu medalles d'or, i vint-i-quatre medalles en el Campionat d'Europa de la mateixa disciplina. En concret, va ser campiona mundial de 1989, plata de 1991 i dues vegades (1988, 1990) campiona d'Europa. i en representació de l'Equip Unificat, va aconseguir guanyar la medalla d'or en aquesta mateixa prova, just per davant de la valenciana Carolina Pascual.

## Resultats olímpics detallats
| Any  | Competició    | Ubicació  | Música                                                                       | Aparell    | Puntuació-final |
| ---- | ------------- | --------- | ---------------------------------------------------------------------------- | ---------- | --------------- |
| 1992 | Jocs Olímpics | Barcelona |                                                                              | Al voltant | 59.037          |
| 1992 | Jocs Olímpics | Barcelona |                                                                              | Prelim     | 19.487          |
| 1992 | Jocs Olímpics | Barcelona | Música de Gori, Gori Moya Zvezda del romanç rus de Vladimir Bystryakov       | Corda      | 9.950           |
| 1992 | Jocs Olímpics | Barcelona | Música del tema d'amor de Wild Orchid de Simon Goldenberg i Geoff MacCormack | Aro        | 9.950           |
| 1992 | Jocs Olímpics | Barcelona | I Spoved de Vladimir Bystryakov                                              | Pilota     | 9.700           |
| 1992 | Jocs Olímpics | Barcelona | ?                                                                            | Clubs      | 9.950           |

| Any  | Competició    | Ubicació | Música                                                            | Aparell    | Puntuació-final |
| ---- | ------------- | -------- | ----------------------------------------------------------------- | ---------- | --------------- |
| 1988 | Jocs Olímpics | Seül     |                                                                   | Al voltant | 59.875          |
| 1988 | Jocs Olímpics | Seül     |                                                                   | Prelim     | 19.875          |
| 1988 | Jocs Olímpics | Seül     | Llegenda (de la Suite Española) d'Isaac Manuel, Francisco Albaniz | Cinta      | 10.000          |
| 1988 | Jocs Olímpics | Seül     | Summertime (de Porgy i Bess) de George Gershwin                   | Corda      | 10.000          |
| 1988 | Jocs Olímpics | Seül     | ?                                                                 | Pilota     | 10.000          |
| 1988 | Jocs Olímpics | Seül     | Summertime (de Porgy i Bess) de George Gershwin                   | Clubs      | 10.000          |